# Ace Combat 5: The Unsung War
Ace Combat 5: The Unsung War (エースコンバット5 ジ・アンサング・ウォー, Ēsu Konbatto Faibu: Ji Ansangu Wō), lançado na Europa como Ace Combat: Squadron Leader, é um jogo eletrônico de simulação de combate aéreo desenvolvido e publicado pela Namco. É o quinto título principal da série da série Ace Combat e foi lançado exclusivamente para PlayStation 2 em outubro de 2004 no Japão e América do Norte e em fevereiro de 2005 na Europa. A história se passa no mundo ficcional de Strangereal e acompanha os pilotos do Esquadrão Wardog, da Federação Oseana, enquanto travam uma guerra contra as forças da União de Yuktobania. A jogabilidade permite que o jogador controle diversas aeronaves de combate em várias missões de objetivos diferentes, que incluem a eliminação de esquadrões inimigos, destruição de alvos em terra e proteção de unidades aliadas.

## Enredo
A história de Ace Combat 5 se passa em 2010, 15 anos após a guerra contra Belka. O mundo pasmou ao ver os belkans usarem bombas atômicas em seu próprio território para impedir o avanço das forças aliadas. O jogo se passa em um período pós-guerra de paz em uma ilha distante da civilização chamada Sand Island, onde se encontra uma base militar que visa manter a paz e a ordem em Osea. Toda a história é contada principalmente pelo Reporter Genette que foi fazer um artigo na base aérea de Sand Island sobre um dos esquadrões de combate que atuavam na base, com lendas de que o líder do esquadrão (Cap. Barlett) era capaz de transformar qualquer piloto em um Ás de Combate.
No jogo você entra na pele de Blaze (Kid) e em seu esquadrão temos o controle de mais três pilotos, Kei Nagase (Edge), Alvin H. Davenport (Chopper) e Grimm (Archer). Com o andar do jogo, novos pilotos se unem ao esquadrão: Capitão Snow (Swordsman), Peter N. Beagle (Pops) ex-piloto.

## História
O jogo tem início durante uma missão de reconhecer uma aeronave desconhecida que está a sobrevoar o território de Osea. O esquadrão é informado que outras aeronaves adentraram em espaço aéreo sem permissão e atacam. Ignorando a ordem de superiores, Bartlett contra-ataca derrubando ambos esquadrões inimigos. Após esta missão, um navio de espionagem é detectado se aproximando da costa e lançando inúmeros aviões de reconhecimento não tripulados, outros esquadrões aparecem e quando tudo parece que terminou, Nagase passa a ser perseguida por um míssil inimigo e o Capitão a impede de ser abatida, sacrificando seu avião. Após esse incidente, Yuktobania declara guerra a Osea, forçando seu esquadrão a deixar Bartlett e seguir para o porto naval que está a ser bombardeado ajudando o porta-aviões Kestrel a sair do porto e furar o bloqueio feito por navios inimigos, nessa missão o jogador se torna líder de esquadrão.
De volta a Sand Island, se descobre que o Cap. Barlett não foi encontrado no local da queda, com as noticias que um tenente-coronel Ford está a se dirigir para Sand Island para ser líder do seu esquadrão. Ao mesmo tempo que um ataque aéreo começa na base de Sand Island, após uma complicada decolagem, Pops decola e Grimm que atualmente não era nem parte dos pilotos reservas, pega o caça reserva de Barlett e decola fazendo agora parte do seu esquadrão. Apesar da base estar sob ataque Ford tenta pousar, sendo abatido no meio do combate, depois de inúmeros aviões abatidos a missão termina.
Tendo a habilidade de escolher aviões agora, o jogador é enviado para proteger 3 porta-aviões dentre eles o Kestrel, que estão se dirigindo para um ponto de concentração. Quando a missão parecia ter chegado ao fim, esquadrões inimigos começam a aparecer com mísseis de longa distancia para navios. Apos alguns minutos de batalhas aéreas, um míssil balístico é detetado se aproximando e seu esquadrão tem que subir acima de 5 mil pés, com o impacto 2 dos 3 porta-aviões naufragam, e muitos dos esquadrões amigos que ficaram abaixo de 5 mil pés são destruídos.
Sem poder pousar no porta-aviões Kestrel e sem o auxilio de um avião de reabastecimento, seu esquadrão é enviado ao norte de Osea, para a base mais próxima, onde descobrem que são o esquadrão mais experiente na guerra até o momento. São então ordenados a levar todos os novatos para a base em Sand Island, mas sem poder fazer reabastecimento em voo e tendo que pousar em cada base, a travessia é lenta, quando chegam no Centro Espacial, este está a sofrer uma invasão, o comandante da base ordena que apenas seu esquadrão decole e ajudem a defender o centro espacial.
Nesta missão, tanques são lançados de aviões para a captura do centro espacial, que se preparava para lançar um modulo de armas para o Arkbird. Após a derrota dos tanques, mísseis de longa distancia começam a ser disparados contra o centro espacial, quando o SSTO é lançado a missão termina.
De volta a Sand Island, descobre-se que Yuktobania lançou uma ofensiva terrestre, o comandante da base então ordena que todos os caças sejam enviados ao combate tendo ou não experiência em combate. Quase no final da batalha outro míssil balístico é lançado pelo Scinfaxi, desta vez o míssil é destruído antes de ser detonado pelo Arkbird. Então diversos mísseis são lançados superando a capacidade do Arkbird.